# Yanas
Les Yanas sont des autochtones amérindiens vivant dans le Nord de la Californie. Leur territoire traditionnel se situe pour l'essentiel au centre et à l'ouest de la Sierra Nevada. Ils étaient composés de quatre groupes : les Yana du Nord, les Yana du centre, les Yana du Sud et les Yahi. Le préfixe ya- signifie « personne » tandis que le suffixe est -na dans les dialectes du nord et -hi [xi] dans les dialectes du sud. Chaque groupe possédait un territoire assez bien défini et des traditions propres, aujourd'hui disparues. Leur langue, le yana, est notamment éteinte.